# Oroso
Oroso település Spanyolországban, A Coruña tartományban. Oroso Santiago de Compostela, Trazo, Tordoia, Ordes, Frades és O Pino községekkel határos. Lakosainak száma 7757 fő (2024).

## Népesség
A település népessége az utóbbi években az alábbiak szerint változott:
| Lakosok száma | 5512 | 6155 | 6526 | 6987 | 7174 | 7400 | 7420 | 7500 | 7530 | 7757 |
|               | 2001 | 2004 | 2006 | 2009 | 2011 | 2014 | 2016 | 2019 | 2021 | 2024 |